# Bobo TV
Bobo TV è stato un podcast italiano distribuito sulla piattaforma Twitch e ideato dall'ex calciatore Christian Vieri. Dal 2020 al 2023 Vieri è stato affiancato in conduzione dagli ex calciatori Daniele Adani, Antonio Cassano e Nicola Ventola. Dopo l'abbandono di quest'ultimi, la Bobo TV è diventata Bobo Vieri Talk Show con la conduzione del solo Vieri, prima di lasciare spazio ad altri format (non solo sportivi) collegati al marchio Bobo TV Channel senza la conduzione di Vieri.
Nelle varie puntate venivano trattate varie tematiche legate al mondo sportivo, in particolare con riferimento al calcio. Nel corso di alcune di esse sono stati invitati degli ospiti, per lo più con trascorsi nel calcio.

## Conduzione
Il podcast è stato condotto da Christian Vieri fin dalla sua creazione nel 2020. Dallo stesso anno hanno partecipato come conduttori anche Daniele Adani, Antonio Cassano e Nicola Ventola, prima che abbandonassero nel novembre 2023 su richiesta dello stesso Vieri.

## Descrizione
Il format vedeva i conduttori trattare vari temi sportivi, principalmente di attualità, riguardanti soprattutto il mondo del calcio. In alcune puntate, prevedeva anche la presenza di uno o più ospiti, tra quelli più noti ad essere stati invitati si menzionano Ronaldo, Pep Guardiola, Francesco Totti e Gianluigi Buffon.

## Teatro
Nel 2022, a seguito del successo ottenuto, i conduttori hanno portato la trasmissione in teatro con una tournée di tre date evento.

## Bobo TV - Speciale Qatar
Sempre nel 2022, la Bobo TV è approdata in televisione per commentare il campionato mondiale di calcio qatariota su Rai 1 con pillole di 5 minuti (23:00-23:05).

## Radio e televisione
Il 10 novembre 2023 è stato annunciato che a partire dal 13 dello stesso mese, la Bobo TV sarebbe stata trasmessa su Radio TV Serie A con RDS, prima emittente radio-televisiva di una lega calcistica europea, con il format Bobo Vieri Talk Show.